# Гулльмарсплан (станція метро)
59°17′54″ пн. ш. 18°04′51″ сх. д. / 59.298333° пн. ш. 18.080833° сх. д.
«Гулльмарсплан» (швед. Gullmarsplan) — станція Зеленої лінії Стокгольмського метрополітену, обслуговується потягами маршрутів Т17, Т18 та Т19 та Tvärbanan
Станцію було відкрито для трамваїв у 1946 році після будівництва Сканстулльсбруна та переведено на метро 1 жовтня 1950 року (на першій черзі від Слюссена на південь до Гекараньєна). 
 
9 вересня 1951 року було відкрито розширення на південь до Стуребю. 
 
Відстань від станції Слюссен 2,3 км.
Пасажирообіг метростанції в будень —	38,750 осіб (2019), для «Tvärbanan» — 12,900

Розташування: у мікрорайоні Йоганнесгов, Седерорт, Стокгольм.
Біля станції розташований автобусний термінал від нього курсують понад 15 автобусних маршрутів.
Конструкція: складається з трьох наземних, острівних платформ. Дві призначені для зеленої лінії, а третя для «Tvärbanan».

## Операції
| Попередня станція              | Лінія | Лінія     | Лінія | Наступна станція             |
| ------------------------------ | ----- | --------- | ----- | ---------------------------- |
| Сканстулль до Окесгов          |       | Лінія T17 |       | Шермарбрінк до Скарпнек      |
| Сканстулль до Альвік           |       | Лінія T18 |       | Шермарбрінк до Фарста-странд |
| Сканстулль до Гессельбю-странд |       | Лінія T19 |       | Глобен до Гагсетра           |